# Yamatosaurus

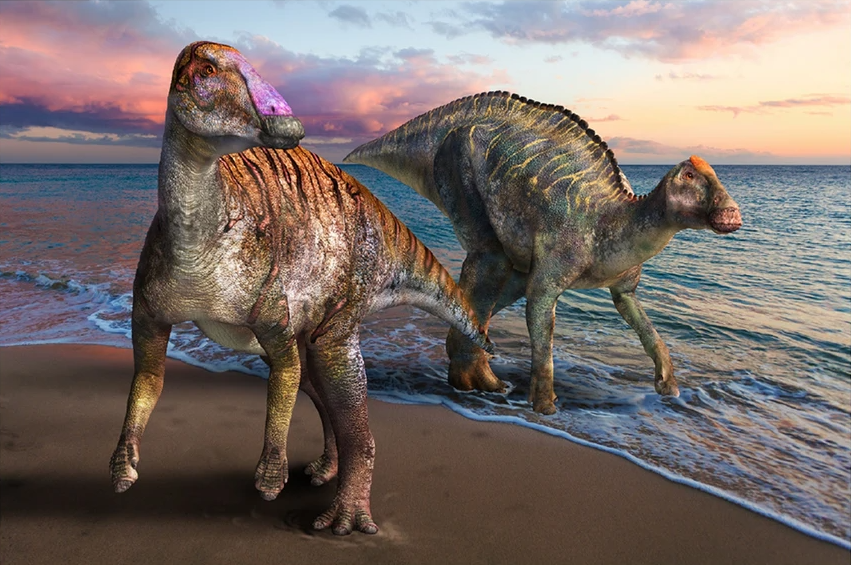
Yamatosaurus met op de achtergrond zijn tijdgenoot Kamuysaurus

Yamatosaurus izanagii is een plantenetende ornitischische dinosauriër, behorende tot de Euornithopoda, die tijdens het late Krijt leefde in het gebied van het huidige Japan.

## Vondst en naamgeving
Mei 2004 ontdekte de amateurpaleontoloog Shingo Kishimoto een skelet van een euornithopode nabij de stad Sumoto op het eiland Awaji in de prefectuur Hyogo. Hij wist zeven botten te vinden; daarna groef een team van het natuurhistorisch msueum van Hyogo er nog zestien op. Op 30 juli 2004 werd de vondst aan de pers bekendgemaakt. In 2005 werd de vondst gemeld in de wetenschappelijke literatuur en aangezien voor een lid van de Lambeosaurinae. Kishimoto stond zijn deel van het specimen eind 2013 af voor wetenschappelijk onderzoek. Het werd geprepareerd door Kazumi Wada, Tomomi Ikeda en Chisato Ota. In 2019 werd in het kader van de beschrijving van Kamuysaurus gemeld dat de vondst op Awaji vermoedelijk geen lambeosaurine betrof.

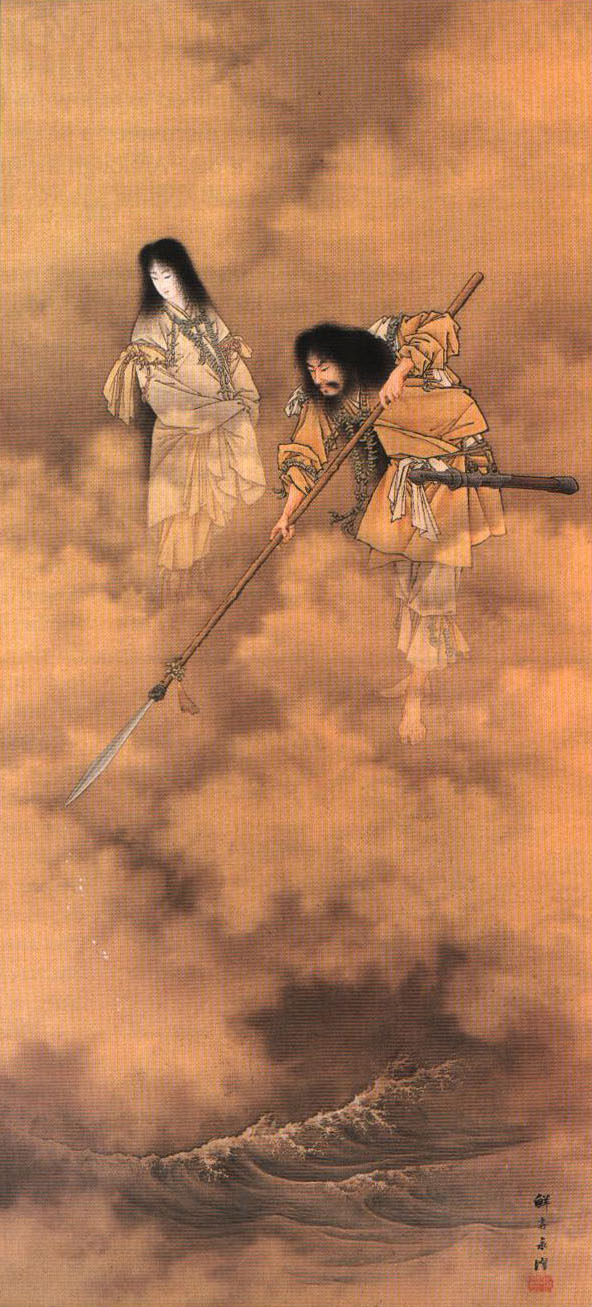
Izanagi en Izanami scheppen de wereld

In 2021 werd de typesoort Yamatosaurus izanagii benoemd en beschreven door Yoshitsugu Kobayashi, Ryuji Takasaki, Katsuhiro Kubota en Anthony Ricardo Fiorillo. De geslachtsnaam verwijst naar het oude koninkrijk Yamato dat de westelijke Japanse archipel omvatte inclusief de vindplaats. De soortaanduiding verwijst naar het godenpaar Izanagi en Izanami dat in de Japanse mythologie de acht landen van Yamato geschapen zou hebben, het eiland Awaji het eerst. Omdat de naam gepubliceerd werd in een elektronisch tijdschrift zijn Life Science Identifiers nodig voor de geldigheid ervan. Deze zijn 1C728683-C3EA-4688-9420-096D13EB6227 voor het geslacht en 15719C4B-D00E-4907-B82A-9661799498A3 voor de soort.
Het holotype, MNHAH D1-033516, is gevonden in een laag van de Kita-amaformatie die dateert uit het vroege Maastrichtien, tussen de 71,94 en 71,69 miljoen jaar oud. Het bestaat uit een rechterdentarium van de onderkaak, een rechtersurangulare, twaalf losse tanden van het linkerdentarium, minstens vier halswervels, drie nekribben, een achterste staartwervel en een rechterravenbeksbeen. Het betreft vermoedelijk een volwassen exemplaar. Het maakt deel uit van de collectie van het Museum of Nature and Human Activities.

## Beschrijving

### Grootte en onderscheidende kenmerken
Yamatosaurus werd ruim zeven meter lang bij een gewicht van vier à vijf ton. In 2004 was de lengte nog geschat op tien meter.
De beschrijvers wisten verschillende onderscheidende kenmerken vast te stellen. Twee ervan zijn unieke afgeleide eigenschappen, autapomorfieën. Zelfs in het midden van de tandbatterij van het dentarium zijn er posities met maar één functionele tand. De kauwvlakken van de tanden in het dentarium missen in elkaar vervloeiende richels. Niet in de officiële diagnose maar verderop in het beschrijvende artikel wordt nog een derde autapomorfie vermeld: bij de tanden in de onderkaak maken de tandkroon en de tandwortel een hoek van 110° tot 130° met elkaar.
Daarnaast is er een unieke combinatie van op zich niet unieke kenmerken. Er is slechts een geringe hoek tussen de symfyse van de onderkaken en hun zijkanten. De onderzijde van het surangulare wijst naar onderen.

### Skelet

#### Schedel

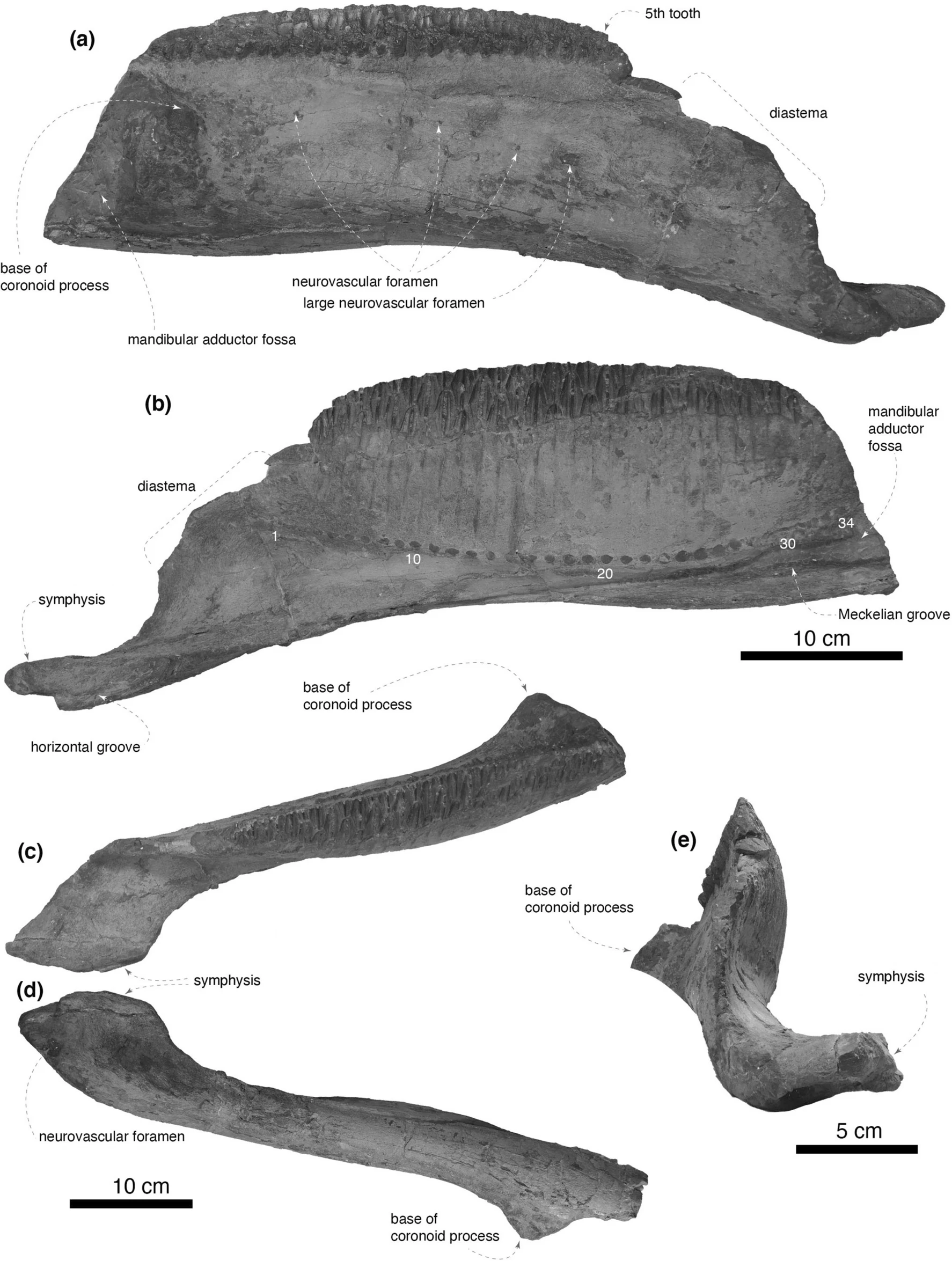
Het rechterdentarium

De onderkaak buigt vooraan twintig graden naar beneden. De tandeloze ruimte tussen de voorkant van het dentarium en de tandenbatterij beslaat 30% van de lengte van het element. Boven vooraan is er een zeer hol profiel als contact met de zijtak van het predentarium. De symfyse buigt in vooraanzicht onder bijna een rechte hoek naar binnen, een zeer basaal kenmerk dat verder niet van hadrosauriden bekend was, behalve als een omkering van kenmerken bij de Lambeosaurini. In bovenaanzicht is de hoek twintig graden zoals bij Eotrachodon.
Het surangulare heeft boven vooraan een duidelijke richel voor de aanhechting van de musculus adductor mandibulae externus superficialis. Een foramen op de onderste zijkant ontbreekt.
De tandbatterij is relatief sterk naar achteren verlengd en heeft minstens vierendertig tandposities. In sommige daarvan zijn vier tanden verticaal aaneengesloten aanwezig. Maximaal twee daarvan zijn functioneel, dus bijdragend aan het kauwvlak van de batterij, en soms slechts een. Bij andere hadrosauriden zijn er vaak drie functionele tanden en minstens twee. Het kauwvlak is diep ingesleten, wellicht doordat de grote tubuli van de pulpa overdwars stonden in plaats van in de lengterichting. Dat kan ook samenhangen met het ontbreken van de verbonden richels van het kauwvlak want die ontspruiten uit die structuren. Bij de middelste tanden is de hoofdrichel op de zijde recht. Bij de voorste en achterste tanden zijn de hoofdrichels golvend. De secundaire richels zijn zwak, rimpelvormig en soms splijtend zoals bij Eotrachodon en Hypacrosaurus. De tanden zijn ongeveer driemaal langer dan breed. De langste tand is 41,49 millimeter hoog. De vertandingen op de tandranden zijn klein als bij Hypacrosaurus. Ze bestaan uit verschillende borstvormige uitstulpingen met variabele tussenafstanden zoals bij Gryposaurus.

#### Postcrania
De halswervels zijn niet gekield. Hun onderste zijkanten zijn diep uitgehold, met foramina. Een basaal kenmerk, verder niet van hadrosauriden bekend, is dat de achterste gewrichtsuitsteeksels minder dan driemaal zo lang zijn als de breedte in zijaanzicht van de doornuitsteeksels. De caudale wervel stamt uit het uiterste puntje van de staart en heeft een zeshoekige dwarsdoorsnede.
Het ravenbeksbeen heeft een onderste uitsteeksel dat maar half zo lang is als zijn basis, een basaal kenmerk dat verder niet van hadrosauriden bekend is. Wel typisch hadrosauride is de buiging van het uitsteeksel schuin naar achteren en beneden. De voorrand van het ravenbeksbeen is recht in plaats van hol gekromd zoals bij meer afgeleide hadrosauriden. De opening van het foramen coracoideum is ovaal en doorsnijdt de beennaad met het schouderblad niet. Dat facet is korter dan het schoudergewricht en maakt er in zijaanzicht een hoek van 114° mee. Een bult voor de aanhechting van de musculus biceps brachii ontbreekt; die is er wel bij Lambeosaurinae en Saurolophinae en hangt daar wellicht samen met een verbeterd vermogen de onderarm te heffen in verband met een vaker op vier poten lopen.

## Fylogenie
Yamatosaurus werd in 2021 in de Hadrosauridae geplaatst, in een zeer basale positie, alleen boven Hadrosaurus zelf in de stamboom staand. Hij zou een bewijs zijn dat de hadrosauriden en vooral de Euhadrosauria zich in Azië hebben ontwikkeld.
Het volgende cladogram toont de positie van Yamatosaurus in de evolutionaire stamboom.
|               | Yamatosaurus                                                     |
|               |                                                                  |
| Euhadrosauria | \| \| Saurolophinae \| \| \| \| \| \| Lambeosaurinae \| \| \| \| |
|               | \| \| Saurolophinae \| \| \| \| \| \| Lambeosaurinae \| \| \| \| |
|               | Saurolophinae                                                    |
|               |                                                                  |
|               | Lambeosaurinae                                                   |
|               |                                                                  |

|  | Saurolophinae  |
|  |                |
|  | Lambeosaurinae |
|  |                |

|               | Yamatosaurus                                                     |
|               |                                                                  |
| Euhadrosauria | \| \| Saurolophinae \| \| \| \| \| \| Lambeosaurinae \| \| \| \| |
|               | \| \| Saurolophinae \| \| \| \| \| \| Lambeosaurinae \| \| \| \| |
|               | Saurolophinae                                                    |
|               |                                                                  |
|               | Lambeosaurinae                                                   |
|               |                                                                  |

|  | Saurolophinae  |
|  |                |
|  | Lambeosaurinae |
|  |                |

Dat Yamatosaurus in Japan gevonden is, werd gezien als een aanwijzing dat Oost-Azië in het late Krijt fungeerde als een wijkplaats voor zulke basale vormen. Yamatosaurus had in 2021 een verborgen ontwikkelingslijn van dertig miljoen jaar. Vreemd is dat de afgeleide hadrosauride Kamuysaurus tegelijkertijd in Japan voorkwam. De beschrijvers verklaren dat uit de rijke flora van het gebied zodat iedere soort zich in een bepaald voedsel kon specialiseren. Als alternatieve verklaring opperen ze dat ze aparte gebieden bewoonden.